# Tönnekesdrieter

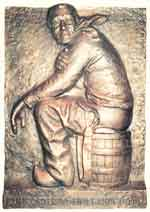
Denkmal in Ruhrort (Bronze-Relief)

Tönnekesdrieter (deutsch: Tönnchenscheißer) ist eine (Duisburg-)Ruhrorter Spottbezeichnung und Symbolfigur.

## Ursprung
Tönnekesdrieter war eine unschöne Beschreibung für einen Ruhrorter, der aufgrund fehlender Kanalisation in seiner Stadt sich ein Entsorgungssystem überlegte, bei dem die Notdurft der Bürger nicht mehr in die Rinnen der Gassen gekippt wurde, sondern man sich auf ein Tönne(c)ken (mundartlich für Tonne) gesetzt hat, welches dann irgendwann im nahen Hafen entleert und später nach einer Gesetzesänderung durch ein Fuhrunternehmen wöchentlich beim Tonnenbesitzer abgeholt wurde. „Driet“ ist ein Kleverländisches Wort für „Kot“, „Mist“ (verwandt mit dem Kölschen „Driss“ oder dem englischen „debris“).
Ursprünglich scheint ein Streit um Eingemeindungsfragen zwischen Ruhrorter und Meidericher Bürger der Grund gewesen zu sein, warum um 1900 die Ruhrschen die Meidericher Meierksche Hähne oder Wackelköppe schimpften und diese sich dafür mit Ruhrorter-Tönnekes-Drieter revanchierten.
So kamen die Ruhrorter zu dem wenig schmeichelhaften Namen: Die Tönnekes-Drieter.
Heute genießt der Name Tönnekesdrieter in Ruhrort wieder ein hohes Ansehen. So verleiht eine Ruhrorter Karnevalsgesellschaft alljährlich den Tönnekesdrieter-Orden nur an Persönlichkeiten, die sich um die kulturelle und heimatliche Brauchtumspflege – insbesondere des Hafenstadtteiles – verdient gemacht haben.

## Geschichte

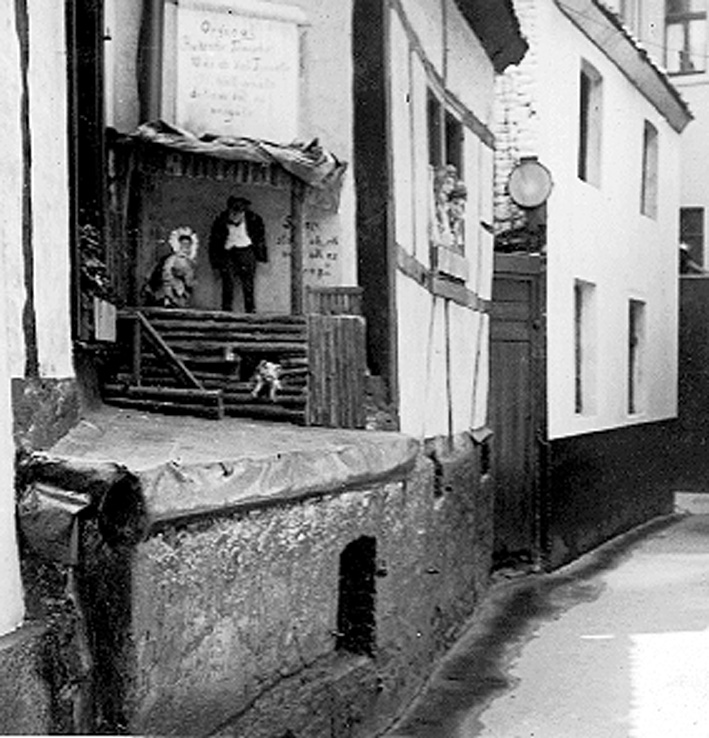
Anlässlich der 500-Jahr-Feier 1937 in Ruhrort wurden diese Figuren in der damaligen Altstadt aufgestellt, um die prekäre sanitäre Situation in Ruhrort zu verdeutlichen.

Die Verhältnisse in der nur 100 Hausstellen großen und aus 500 Einwohner bestehenden Stadt Ruhrort waren aus heutiger Sicht eine Katastrophe.
Aus einer Rheinbettverlagerung im 14. Jahrhundert entstand eine Insel, die später Anschluss an das rechtsrheinische Ufer fand und Grund und Boden des Städtchens Ruhrort bildete, aber keine Ausweitung zuließ. Das wenige Grünland, welches hinter der später erbauten Stadtmauer vorhanden war, wurde zur Bürgerweide erklärt und unter den Hauseigentümern aufgeteilt. So wurden diese zu sogenannten Weideberechtigten. Es war also so, dass das Rindvieh auf die Weide getrieben werden konnte, aber bei dem häufigen Auftreten des Hochwassers auf höher gelegenes Gebiet nach Meiderich verbracht werden musste.
Die Borstenviehhaltung innerhalb der Stadt brachte wegen des Platzmangels manche Probleme mit sich. Die Ställe befanden sich auf viel zu kleinen Hinterhöfen oder, sofern vorhanden, sogar in den Kellerräumen. Es soll vorgekommen sein, dass die Schweine bei Überflutung des Ortes auf die Dachkammer verwiesen wurden. Der Dung wurde einfach auf die Straße gekippt, die oft nicht mal eine Breite von drei Metern aufwies. In der Mitte dieser Gassen befand sich eine abfallende Rinne, und je nach Wasserstand der Ruhr oder des Rheines floss die Gülle dann ab, oder auch nicht.
Bei höherem Wasserstand stand die Jauche mitunter wochenlang in der Stadt. Alle Abwässer aus den Häusern wurden ebenfalls durchs Fenster auf die Gasse geschüttet, denn eine Kanalisation gab es noch nicht. Um eine solche zu errichten, hätten Deiche gebaut und Pumpwerke errichtet werden müssen. Dazu fehlte es aber an Geld und Technik. So hatte man also die Entsorgung der tierischen Abfälle mehr schlecht als recht geregelt.

## Die Tonnen
Auch der Mensch hatte schon immer seine Bedürfnisse, die gleichfalls einer Klärung bedurften. Da Ruhrort oft überflutet wurde, wurde die Errichtung von Toilettenhäuschen gemieden, da es sie wohl weggeschwemmt hätte. Hier fand man eine ganz einfache Methode: In einer Hofecke, oder wo auch immer, wurde ein kleines Fass (Tönne(c)ken) aufgestellt – und fertig war die Toilette.
War das Tönneken voll, wurde es – zur Freude der Schiffer – einfach in den Hafen gekippt. Die ständigen Beschwerden der Fahrenden veranlassten den Magistrat, diese Unart zu verbieten und unter Strafe zu stellen.
Es wurde ein Fuhrunternehmen aus Dinslaken beauftragt, wöchentlich den Inhalt der Tönnekes abzuholen und dort in der Umgebung auf die Felder zu verteilen. Ob die Ruhrorter für das Abholen ihres Driets (niederrheinisch für Mist) bezahlen mussten, ist nicht überliefert, aber anzunehmen. Es kam noch häufig genug vor, dass manch einer sein Tönneken bei Nacht und Nebel einfach weiter in den Hafen entleerte.
Erst um 1870 wurden die ersten Wasserleitungen und Abwasserkanäle in Ruhrort verlegt.

## Vom Drieter zum D’Ritter

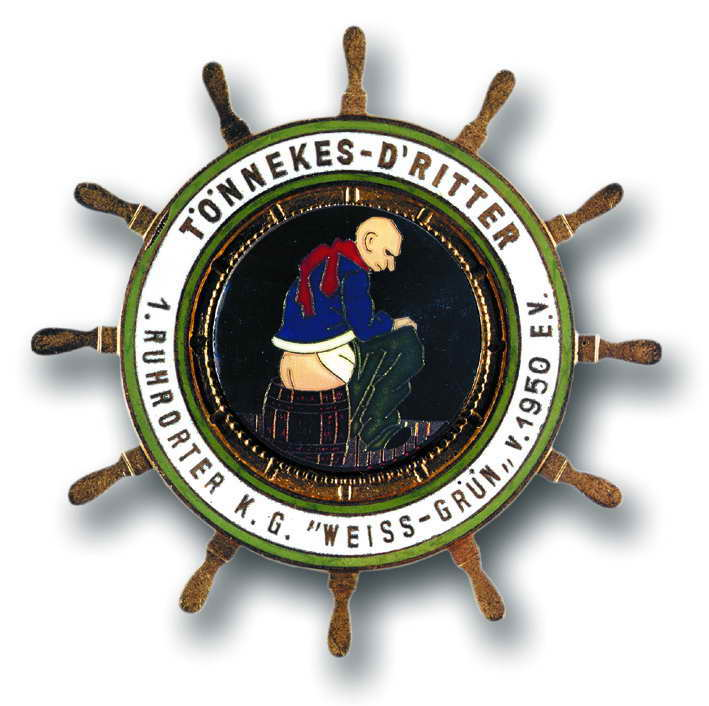
Tönnekes-D’Ritter-Orden

Was für den Kölner Tünnes und Schäl, für die Düsseldorfer ihre Radschläger oder für Münsteraner der Kiepenkerl sind, das ist für Ruhrort der Tonnenbenutzer: eine Ruhrorter Spottfigur, die die Borniertheit, Engstirnigkeit und den Standesdünkel verhöhnt.
Als die 1. Ruhrorter Karnevalsgesellschaft Weiß-Grün von 1950 e. V. – kurz Weiß-Grün – daranging, einen Namen für ihren Gründungsorden zu finden, was lag da also näher, als auf die ebenso originelle wie auch für Ruhrort charakteristische Symbolfigur zurückzugreifen. Und so ziert diese eben auch den begehrtesten Orden Duisburgs, den Tönnekes-D’Ritter-Orden. Dieser wird vom Karnevalsverein nur an Persönlichkeiten verliehen, die sich um die kulturelle und heimatliche Brauchtumspflege, insbesondere des Hafenstadtteiles, verdient gemacht haben. Die Ausführung des Ordens entstammt einer Idee von Karl Uphoff, einem Mitbegründer der Karnevalsgesellschaft. Beauftragt wurde August Fries, früherer Zeichenlehrer der damaligen Kaiserin-Auguste-Victoria-Schule, heute Gesamtschule Ruhrort.

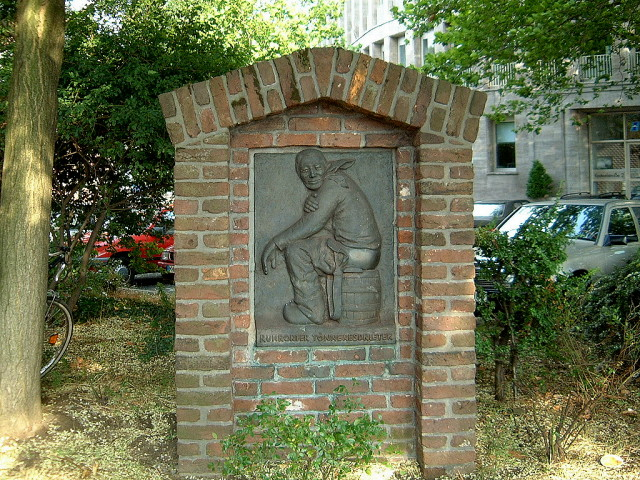
Tönnekesdrieter-Denkmal

Am 17. November 1990, als jene Karnevalsgesellschaft ihr 40. Jubiläum feierte, wurde dieser historisch belegbaren Symbolfigur durch Engagement der Bürger und Freunde des Stadtteils ein Denkmal in Form eines Bronze-Reliefs gesetzt. Der ehemalige Oberbürgermeister Josef Krings wurde am Eingang der historischen Ruhrorter Altstadt, die in den 1960er Jahren abgerissen wurde, zum Träger des größten Tönnekes-D’Ri(e)tter-Ordens gemacht.
Mit Stolz nennt sich nun Tönnekes-Drieter

in Ruhrort hier ein jeder Schieter.

Ist auch die Tonne Vergangenheit

als „Tönnekes-D’Ritter“ man gern sich einreiht,

denn es zeugt dieser Orden heute

auch vom Engagement diverser Leute.

Wer sich um Karneval und Brauchtum verdient gemacht,

nur dem wird der Orden zugedacht.